# Diphyus niikunii
Diphyus niikunii là một loài tò vò trong họ Ichneumonidae.